# 森夏美 (香川県出身)
森 夏美（もり なつみ、1993年〈平成5年〉7月12日 - ）は、岡山放送のアナウンサー。

## 経歴・人物
香川県高松市出身。高松第一高等学校卒業。2014年、香川大学ミスキャンパスにてグランプリに選出。在学中に「高松ゆめ大使」を2015年から2016年まで務めた。香川大学法学部卒業後、2018年4月に岡山放送へ入社。
母親はフリーアナウンサーの森たか美。

## 担当・出演番組
- ミルンへカモン! なんしょん?（2019年4月 - 2019年9月・2024年10月 - )[注釈 1]
- OHKフラッシュニュース（2018年7月 - ）
- FNN Live News days ローカルパート

## 過去の担当・出演番組
- OHKプライムニュース（2018年7月2日 - 2019年3月27日）
- Live選挙サンデー（2021年10月31日、岡山・香川ローカルパートのキャスター）
- OHK Live（2019年4月1日 - 2023年6月30日)